# Slatinské Lazy
Slatinské Lazy este o comună slovacă, aflată în districtul Detva din regiunea Banská Bystrica. Localitatea se află la altitudinea de 465 m deasupra n.m., se întinde pe o suprafață de 7,21 km2 și în 2017 număra 536 de locuitori.

## Demografie
| An:                | 1994 | 2004    | 2014   | 2024   |
| ------------------ | ---- | ------- | ------ | ------ |
| Număr de persoane: | 456  | 525     | 502    | 530    |
| Diferență:         |      | +15,13% | −4,38% | +5,57% |

| An:                | 2023 | 2024   |
| ------------------ | ---- | ------ |
| Număr de persoane: | 536  | 530    |
| Diferență:         |      | −1,11% |